# شب بلورین

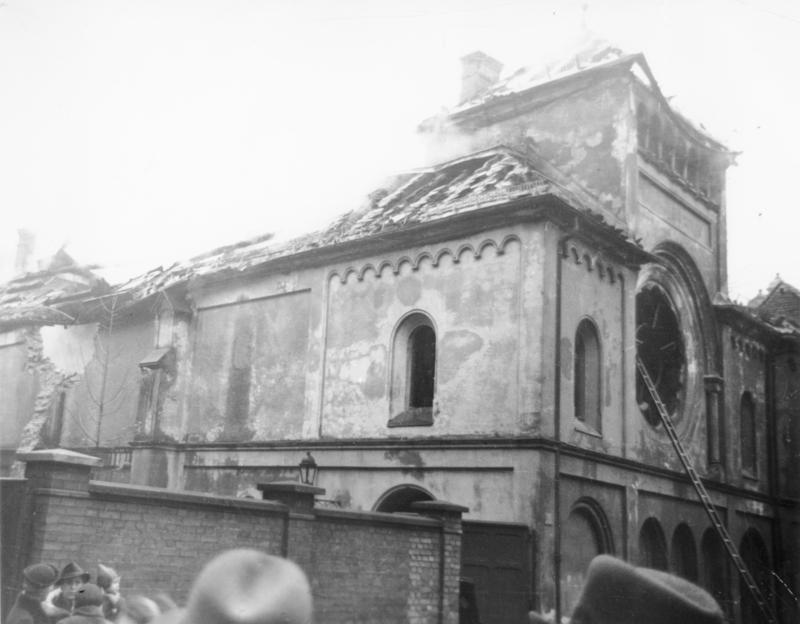
آتش زدن کنیسه‌ای در برلین

شب بلورین (به آلمانی: Kristallnacht) یا شب شیشه‌های شکسته، شب نهم به دهم ماه نوامبر ۱۹۳۸ بود. شب‌ که در آن به سرکردگی حزب نازی در آلمان، به بهانهٔ یهودی بودن عامل سو قصد به ارنست فم رات منشی سفارت آلمان در پاریس، به خانه‌ها، مغازه‌ها و کنیسه‌های یهودیان در لایپزیگ و دیگر شهرهای آلمان و اتریش حمله شد. این حمله‌ها به خرد شدن شیشه‌های ساختمان یا به آتش‌کشیده شدن آن‌ها همراه بود. با توجه به اینکه خیابان‌ها در روزهای بعد پر از خرده‌شیشه بود، این شب‌ها به شب‌های بلورین یا شب شیشه‌های شکسته معروف شدند. این اتفاق آغازی بر حملهٔ سازمان‌یافته به یهودیان بود
خانه‌ها، بیمارستان‌ها و مدارس یهودیان غارت شدند و مهاجمان با پتک ساختمان‌ها را تخریب کردند. شورشیان ۲۶۷ کنیسه را در سراسر آلمان، اتریش و سودتن‌لند تخریب کردند. بیش از ۷۰۰۰ کسب‌وکار یهودیان آسیب دید یا تخریب شد، و ۳۰,۰۰۰ مرد یهودی دستگیر و در اردوگاه‌های کار اجباری زندانی شدند.
تخمین‌های تلفهای ناشی از این حملات متفاوت بوده است. گزارش‌های اولیه تخمین زدند که ۹۱ یهودی به قتل رسیده‌اند، در ۱۰ نوامبر ۱۹۳۸. تحلیل‌های مدرن از منابع علمی آلمانی رقم بسیار بالاتری را نشان می‌دهد؛ هنگامی که مرگ‌های ناشی از بدرفتاری پس از دستگیری و خودکشی‌های بعدی در نظر گرفته شود، تعداد کشته‌شدگان به صدها نفر می‌رسد، به طوری که ریچارد جی. ایوانز تخمین می‌زند که ۶۳۸ نفر بر اثر خودکشی جان باخته‌اند.
مورخان این شب را به عنوان مقدمه‌ای برای راه‌حل نهایی و قتل شش میلیون یهودی در طول هولوکاست می‌دانند.

## پیش‌زمینه

### آزار و شکنجه های اولیه نازی ها
در دهه ۱۹۲۰، بیشتر یهودیان آلمان به‌طور کامل در جامعه این کشور به‌عنوان شهروندان ادغام شده بودند. آن‌ها در ارتش و نیروی دریایی خدمت می‌کردند و در هر زمینه‌ای از تجارت، علم و فرهنگ آلمان مشارکت داشتند.
شرایط برای یهودیان آلمان پس از انتصاب آدولف هیتلر (رهبر اتریشی‌الاصل حزب ناسیونال سوسیالیست کارگران آلمان) به‌عنوان صدراعظم آلمان در ۳۰ ژانویه ۱۹۳۳ و قانون تفویض اختیارات (که در ۲۳ مارس ۱۹۳۳ اجرا شد) که به هیتلر اجازه داد پس از آتش‌سوزی رایشس‌تاگ در ۲۷ فوریه ۱۹۳۳ قدرت را به دست بگیرد، شروع به بدتر شدن کرد.
از آغاز، رژیم هیتلر به سرعت به معرفی سیاست‌های یهودستیزی پرداخت. پروپاگاندای نازی‌ها ۵۰۰,۰۰۰ یهودی ساکن آلمان را که تنها ٪۰.۸۶ از کل جمعیت را تشکیل می‌دادند، بیگانه کرد و آن‌ها را به‌ عنوان دشمنی که مسئول شکست آلمان در جنگ جهانی اول و فاجعه‌های اقتصادی بعدی آن، مانند تورم شدید دهه ۱۹۲۰ و رکود بزرگ بعدی، معرفی کرد. از سال ۱۹۳۳، دولت آلمان مجموعه‌ای از قوانین یهودستیزی را تصویب کرد که حقوق یهودیان آلمان برای کسب درآمد، برخورداری از شهروندی کامل و دسترسی به آموزش را محدود می‌کرد، از جمله «قانون بازسازی خدمات مدنی حرفه‌ای» در ۷ آوریل ۱۹۳۳ که یهودیان را از کار در خدمات مدنی منع می‌کرد. قوانین نورنبرگ که در ۱۹۳۵ تصویب شدند یهودیان آلمانی را از شهروندی محروم کرد و ازدواج یهودیان با آلمانی‌های غیر یهودی را ممنوع کرد. 
این قوانین منجر به طرد و بیگانگی یهودیان از زندگی اجتماعی و سیاسی آلمان شد. بسیاری به دنبال پناهندگی در خارج از کشور بودند؛ صدها هزار نفر مهاجرت کردند، اما همان‌طور که حییم وایزمن در سال ۱۹۳۶ نوشت:
«جهان به دو بخش تقسیم شده بود—آن مکان‌هایی که یهودیان نمی‌توانستند در آن زندگی کنند و آن‌هایی که نمی‌توانستند وارد شوند.»— حییم وایزمن
کنفرانس بین‌المللی اویان در ۶ ژوئیه ۱۹۳۸ به مسئله مهاجرت یهودیان و مردم کولی به کشورهای دیگر پرداخت. تا زمان برگزاری کنفرانس، بیش از ۲۵۰,۰۰۰ یهودی از آلمان و اتریش که در مارس ۱۹۳۸ به آلمان ضمیمه شده بود، فرار کرده بودند؛ بیش از ۳۰۰,۰۰۰ یهودی آلمانی و اتریشی همچنان به دنبال پناهندگی و پناهگاه از ظلم بودند. با افزایش تعداد یهودیان و مردم کولی که می‌خواستند کشور را ترک کنند، محدودیت‌ها علیه آن‌ها افزایش یافت و بسیاری از کشورها قوانین پذیرش خود را سخت‌تر کردند. 
تا سال ۱۹۳۸، آلمان «وارد مرحله جدیدی از فعالیت‌های ضدیهودی رادیکال شده بود». برخی از تاریخ‌نگاران معتقدند که دولت نازی در حال برنامه‌ریزی برای یک شورش خشونت‌آمیز علیه یهودیان بوده و منتظر یک تحریک مناسب بوده است؛ گواه هایی از این برنامه‌ریزی به سال ۱۹۳۷ بازمی‌گردد. در مصاحبه‌ای در سال ۱۹۹۷، تاریخ‌نگار آلمانی هانس مومسن ادعا کرد که یکی از انگیزه‌های اصلی برای پوگروم تمایل گاولایترهای حزب نازی برای تصاحب اموال و کسب‌ وکارهای یهودیان بود.
رهبری صهیونیست در قیمومت بریتانیا بر فلسطین در فوریه ۱۹۳۸ نوشت که بر اساس «یک منبع خصوصی بسیار قابل اعتماد—که می‌توان آن را به بالاترین سطوح رهبری اس‌اس ردیابی کرد»، قصدی برای انجام یک پوگروم واقعی و دراماتیک در آلمان در مقیاس بزرگ در آینده نزدیک وجود دارد.

### اخراج یهودیان لهستانی در آلمان
در اوت ۱۹۳۸، مقامهای آلمانی اعلام کردند که مجوزهای اقامت برای خارجی‌ها لغو شده و باید تمدید شوند. این شامل یهودیان آلمانی‌الاصل با تابعیت خارجی نیز می‌شد. لهستان اعلام کرد که حقوق شهروندی یهودیان لهستانی که حداقل پنج سال در خارج از کشور زندگی کرده‌اند را تا پایان اکتبر لغو خواهد کرد، که عملاً آن‌ها را بی‌تابعیت می‌کرد. در عملیات موسوم به «اخراج از زبنشین»، بیش از ۱۲,۰۰۰ یهودی لهستانی در ۲۸ اکتبر ۱۹۳۸ به دستور هیتلر از آلمان اخراج شدند. آن‌ها دستور داشتند که در یک شب خانه‌های خود را ترک کنند و تنها یک چمدان برای هر نفر برای حمل وسایل خود مجاز بود.  وقتی یهودیان اخراج می‌شدند، اموال باقی‌مانده آن‌ها هم توسط مقامهای نازی و هم توسط همسایگان به غارت رفت. 

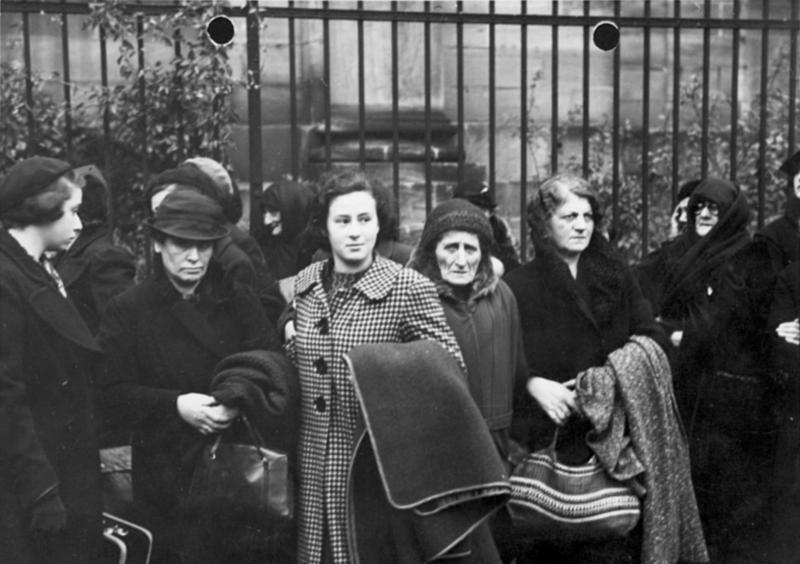
تبعید یهودیان نورنبرگ در ۲۸ اکتبر ۱۹۳۸

اخراج‌شدگان از خانه‌های خود به ایستگاه‌های راه‌آهن برده شدند و به قطارهایی به سمت مرز لهستان سوار شدند، جایی که نگهبانان مرزی لهستان آن‌ها را به آلمان بازگرداندند. این بن‌بست برای روزها در باران شدید ادامه داشت، با یهودیانی که بدون غذا یا پناهگاه بین مرزها راهپیمایی می‌کردند. چهار هزار نفر اجازه ورود به لهستان را یافتند، اما ۸,۰۰۰ نفر باقی‌مانده مجبور شدند در مرز بمانند. آن‌ها در شرایط سخت منتظر بودند تا اجازه ورود به لهستان را بگیرند. یک روزنامه بریتانیایی به خوانندگان خود گفت که صدها نفر «گزارش شده که بی‌پول و رها شده در روستاهای کوچک در امتداد مرز در نزدیکی جایی که توسط گشتاپو رانده شده و رها شده‌اند، دراز کشیده‌اند.»
شرایط در اردوگاه‌های پناهندگان «چنان بد بود که برخی واقعاً سعی کردند به آلمان بازگردند و تیراندازی شدند»، به یاد می‌آورد یک زن بریتانیایی که برای کمک به اخراج‌شدگان فرستاده شده بود.

### تیراندازی به فوم رات

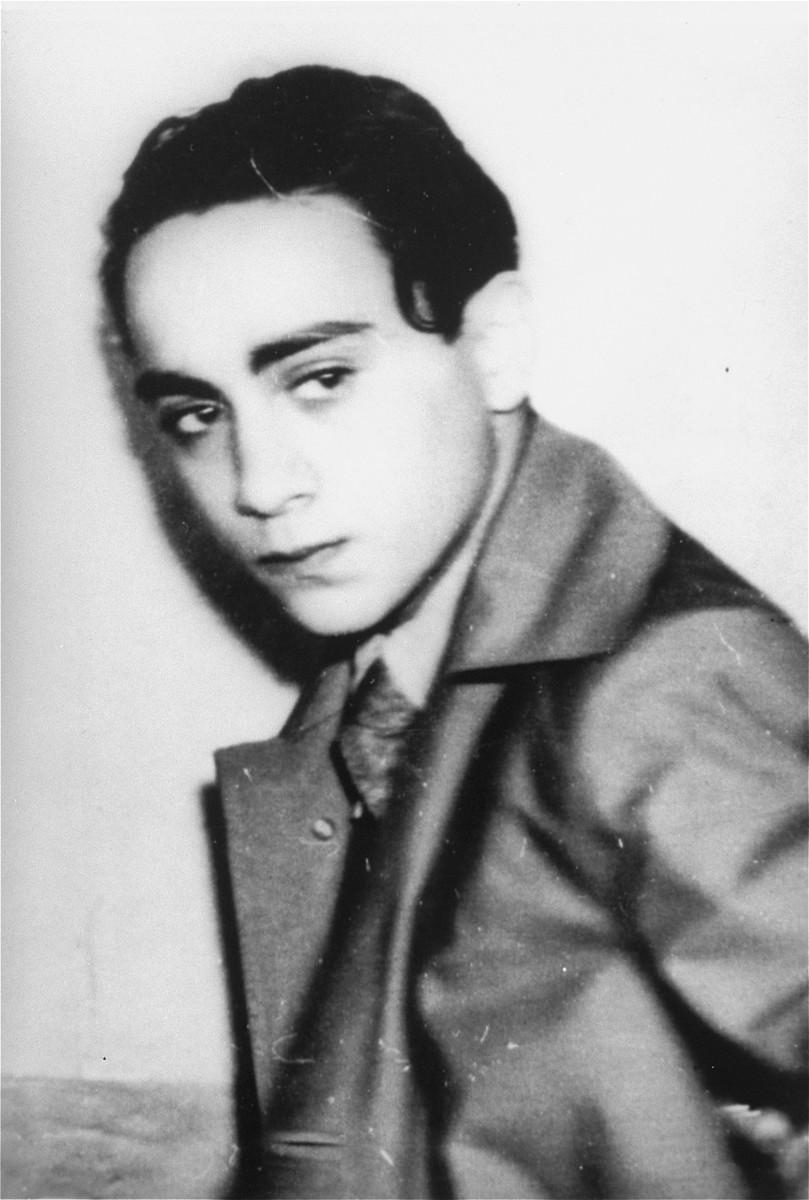
هرشل گرینشپان

در میان اخراج‌شدگان خانواده سندل و ریوا گرینشپان بودند، یهودیان لهستانی که در سال ۱۹۱۱ به آلمان مهاجرت کرده و در هانوفر، آلمان مستقر شده بودند. در محاکمه آدولف آیشمان در سال ۱۹۶۱، سندل گرینشپان وقایع اخراج آن‌ها از هانوفر در شب ۲۷ اکتبر ۱۹۳۸ را بازگو کرد: «سپس ما را در کامیون‌های پلیس، در کامیون‌های زندانیان، حدود ۲۰ مرد در هر کامیون، بردند و ما را به ایستگاه راه‌آهن بردند. خیابان‌ها پر از مردمی بود که فریاد می‌زدند: Juden Raus! Auf Nach Palästina!» («یهودیان بیرون، به فلسطین بروید!»). پسر هفده‌ساله آن‌ها هرشل گرینشپان با عمویش در پاریس زندگی می‌کرد. هرشل یک کارت پستال از خانواده‌اش از مرز لهستان دریافت کرد که اخراج خانواده را توصیف می‌کرد: «هیچ‌کس به ما نگفت چه خبر است، اما ما فهمیدیم که این پایان خواهد بود ... ما یک پنی نداریم. می‌توانی چیزی برای ما بفرستی؟» او کارت پستال را در ۳ نوامبر ۱۹۳۸ دریافت کرد. 
صبح روز دوشنبه، ۷ نوامبر ۱۹۳۸، او یک تپانچه و یک جعبه گلوله خرید، سپس به سفارت آلمان رفت و درخواست دیدار با یک مقام سفارت کرد. پس از اینکه او به دفتر دیپلمات نازی ارنست فوم رات برده شد، گرینشپان پنج گلوله به سمت فوم رات شلیک کرد که دو گلوله به شکم او اصابت کرد. گرینشپان هیچ تلاشی برای فرار از پلیس فرانسه نکرد و آزادانه به تیراندازی اعتراف کرد. در جیبش یک کارت پستال به والدینش با پیام «خدا مرا ببخشد ... من باید اعتراض کنم تا تمام جهان اعتراض من را بشنود، و این کار را خواهم کرد» داشت.
روز بعد، دولت آلمان تلافی کرد و کودکان یهودی را از مدارس ابتدایی دولتی آلمان منع کرد، فعالیت‌های فرهنگی یهودیان را به‌طور نامحدود تعلیق کرد و انتشار روزنامه‌ها و مجلهای یهودی، از جمله سه روزنامه ملی یهودیان آلمان را متوقف کرد. یک روزنامه در بریتانیا این حرکت آخر را که جمعیت یهودی را از رهبرانشان قطع کرد، به‌عنوان «قصد برای مختل کردن جامعه یهودی و ربودن آخرین پیوندهای ضعیفی که آن را نگه می‌دارد» توصیف کرد. حقوق آن‌ها به‌عنوان شهروندان سلب شده بود. یکی از اولین اقدامهای قانونی صادر شده، دستوری از سوی هاینریش هیملر، فرمانده کل پلیس آلمان، بود که یهودیان را از داشتن هرگونه سلاح منع می‌کرد و مجازات بیست سال حبس در اردوگاه کار اجباری را برای هر یهودی که از این پس در حال داشتن سلاح یافت شود، تحمیل می‌کرد.

## پوگروم

### مرگ ارنست فوم رات
ارنست فوم رات در ۹ نوامبر ۱۹۳۸ بر اثر جراحاتش درگذشت. خبر مرگ او در همان شب به هیتلر رسید، در حالی که او با چندین عضو کلیدی حزب نازی در یک شام به مناسبت یادبود کودتای مونیخ ۱۹۲۳ حضور داشت. پس از بحث‌های شدید، هیتلر به طور ناگهانی بدون ایراد سخنرانی معمول خود، جلسه را ترک کرد. وزیر تبلیغات، جوزف گوبلز، به جای او سخنرانی کرد و گفت که «پیشوا تصمیم گرفته است که... تظاهرات نباید توسط حزب آماده یا سازماندهی شود، اما تا جایی که به طور خودجوش بروز می‌کنند، نباید مانع آن‌ها شد.» قاضی ارشد حزب، والتر بوخ، بعداً اظهار داشت که پیام واضح بود؛ با این کلمات، گوبلز به رهبران حزب دستور داده بود که یک پوگروم را سازماندهی کنند.
برخی از مقامهای ارشد حزب با اقدامهای گوبلز مخالف بودند، زیرا از بحران دیپلماتیکی که ایجاد می‌کرد، می‌ترسیدند. هاینریش هیملر نوشت: "من فکر می‌کنم که این خودبزرگ‌بینی و... حماقت گوبلز است که مسئول شروع این عملیات در حال حاضر، در یک وضعیت دیپلماتیک به خصوص دشوار است."
تاریخ‌نگار اسرائیلی، سائول فریدلاندر، معتقد است که گوبلز دلایل شخصی برای به وجود آوردن کریستال‌ناخت داشت. گوبلز اخیراً به دلیل ناکارآمدی کمپین تبلیغاتی‌اش در طول بحران سودتنلند تحقیر شده بود و به دلیل یک رابطه با یک بازیگر چک، لیدا بارووا، در نوعی بی‌اعتباری قرار داشت. گوبلز نیاز به فرصتی داشت تا جایگاه خود را در چشم هیتلر بهبود بخشد. 
در ساعت ۱:۲۰ بامداد ۱۰ نوامبر ۱۹۳۸، راینهارد هایدریش یک تلگرام فوری و محرمانه به زیشرهایتس‌پولیتسای (پلیس امنیت) و اس‌آ (SA) ارسال کرد که شامل دستورالعمل‌هایی در مورد شورش‌ها بود. این شامل دستورالعمل‌هایی برای حفاظت از خارجی‌ها و کسب‌وکارها و اموال غیر یهودی بود. به پلیس دستور داده شد که تا زمانی که دستورالعمل‌ها نقض نشوند، در شورش‌ها دخالت نکنند. همچنین به پلیس دستور داده شد که آرشیوهای یهودی را از کنیسه‌ها و دفاتر جامعه ضبط کنند و «یهودیان مرد سالم که خیلی پیر نیستند» را برای انتقال نهایی به اردوگاه‌های کار اجباری دستگیر کنند. هاینریش مولر، در پیامی به فرماندهان SA و SS، اعلام کرد که "شدیدترین اقدامها" باید علیه یهودیان اتخاذ شود.

### شورش‌ها و کریستال‌ناخت

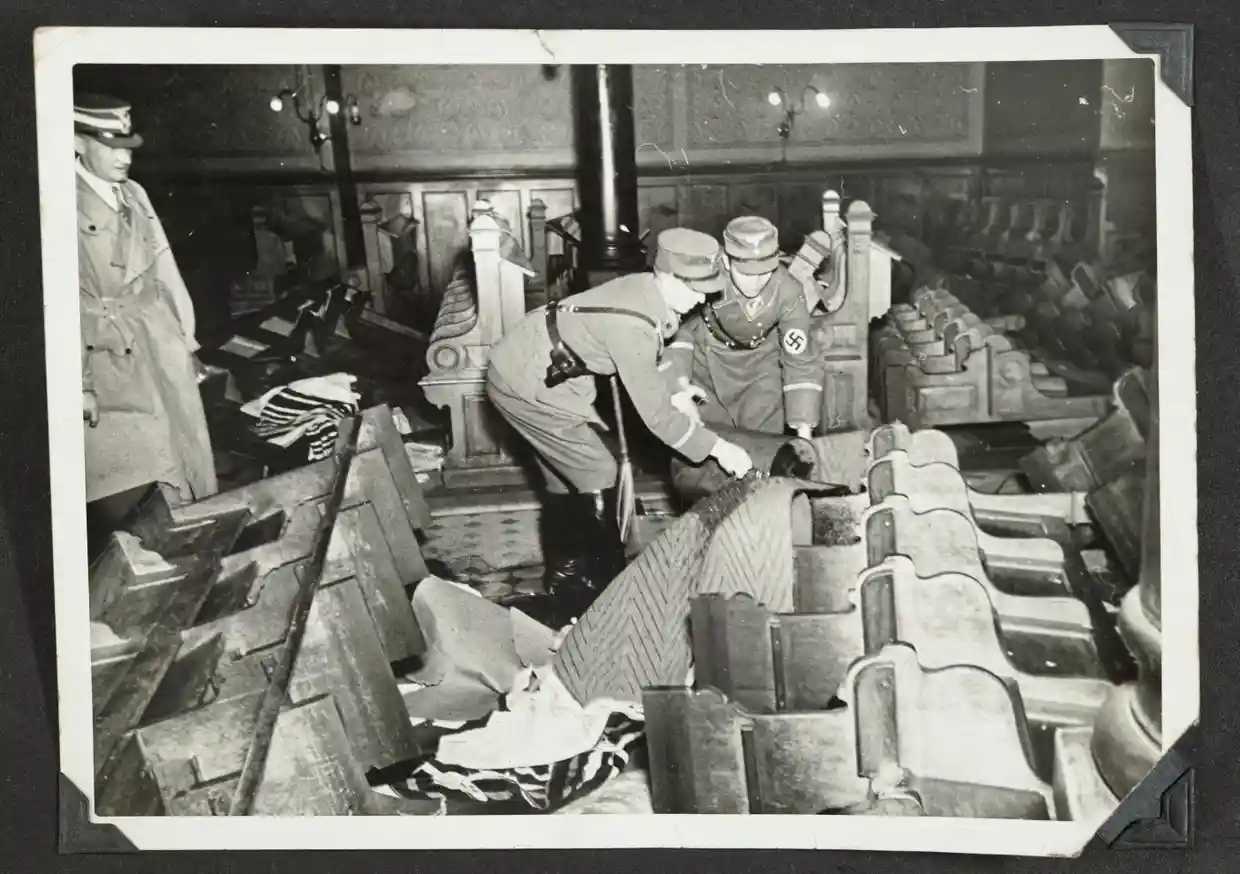
نازی ها برای آتش زدن آن روی نیمکت های کنیسه ای در کریستالناخت بنزین می ریزند.

از ۹ نوامبر، SA و جوانان هیتلری شیشه‌های حدود ۷۵۰۰ فروشگاه و کسب‌وکار یهودی را شکستند، از این رو نام کریستال‌ناخت (شب کریستال) به آن داده شد، و کالاهای آن‌ها را غارت کردند. خانه‌های یهودیان در سراسر آلمان غارت شدند. اگرچه خشونت علیه یهودیان به طور صریح توسط مقامها تأیید نشده بود، مواردی از ضرب و شتم یا حمله به یهودیان گزارش شد. پس از خشونت‌ها، ادارات پلیس تعداد زیادی خودکشی و تجاوز را ثبت کردند. 
شورشیان ۲۶۷ کنیسه را در سراسر آلمان، اتریش و سودتن‌لند تخریب کردند. بیش از ۱۴۰۰ کنیسه و اتاق‌های نماز، بسیاری از قبرستان‌های یهودی، بیش از ۷۰۰۰ فروشگاه یهودی آسیب دیدند و در بسیاری از موارد تخریب شدند. بیش از ۳۰,۰۰۰ مرد یهودی دستگیر و در اردوگاه‌های کار اجباری نازی‌ها زندانی شدند؛ عمدتاً داخائو، بوخن‌والت و زاکسن‌هاوزن.

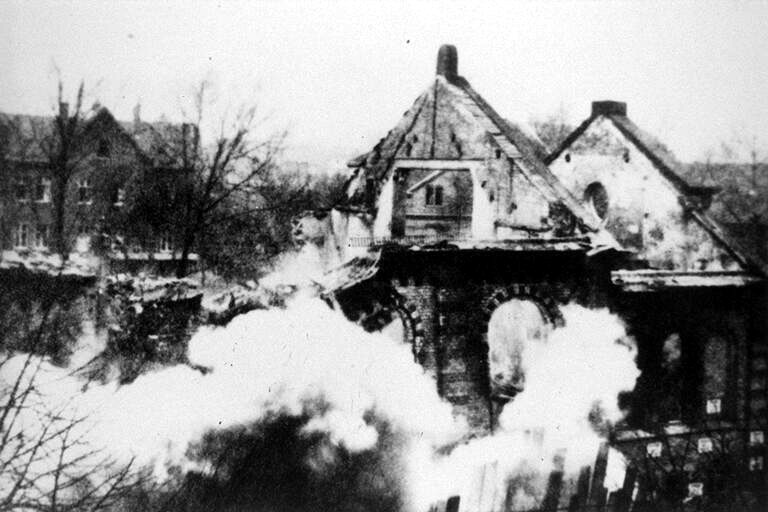
آتش زدن کنیسه در آیزناخ

کنیسه‌ها، که برخی از آن‌ها قرن‌ها قدمت داشتند، نیز قربانی خشونت و وندالیسم قابل توجهی شدند. سنگ قبرها از جا کنده شدند و قبرها مورد تعرض قرار گرفتند. آتش‌سوزی‌هایی به راه افتاد و کتاب‌های دعا، طومارها، آثار هنری و متون فلسفی بر روی آن‌ها انداخته شد و ساختمان‌های ارزشمند یا سوزانده شدند یا تا حد غیرقابل تشخیص تخریب شدند. اریک لوکاس تخریب کنیسه‌ای را به یاد می‌آورد که یک جامعه کوچک یهودی تنها دوازده سال پیش در یک روستای کوچک ساخته بود: 
«طولی نکشید که اولین سنگ های خاکستری سنگین فرو ریختند، و کودکان روستا سرگرم شدند در حالی که سنگ ها را به پنجره های رنگارنگ پرتاب می کردند. هنگامی که اولین پرتوهای خورشید سرد و رنگ پریده نوامبر از میان ابرهای تیره و سنگین نفوذ کرد، کنیسه کوچک فقط تلی از سنگ، شیشه شکسته و چوب خرد شده بود.»
خبرنگار دیلی تلگراف، هیو گرین، از وقایع برلین نوشت: 
«در سراسر بعدازظهر و شب، قانون اوباش در برلین حکمفرما بود... من در پنج سال گذشته شاهد چندین شورش ضد یهودی در آلمان بوده ام، اما هرگز چیزی به این حد نفرت انگیز ندیده ام. به نظر می رسید نفرت و هیستری نژادی کاملاً بر مردمی که در غیر این صورت محترم بودند، چیره شده است. زنان شیک پوش را دیدم که دست می زدند و از شادی فریاد می کشیدند، در حالی که مادران محترم طبقه متوسط نوزادان خود را بلند می کردند تا «سرگرمی» را ببینند.»

## پیامدهای پوگروم
روزهای بعد محکومیت های شدیدی از سراسر جهان نسبت به این شورش ها را به همراه داشت. در آلمان، از سوی دیگر، این روزها مشخص شدند با متهم کردن قربانیان یهودی به مسئولیت جنایتی که علیه آنها انجام شده بود و اتخاذ یک سری اقدامهای تنبیهی علیه یهودیان آلمان. 
در 12 نوامبر، گوبلز در روزنامه «فولکیشر بئوباختر» وقایع را خلاصه کرد: 
«یهودی گرینشپان نماینده یهودیت بود. آلمانی فوم رات نماینده مردم آلمان بود. بنابراین در پاریس، یهودیت به مردم آلمان شلیک کرد. دولت آلمان به شیوه ای قانونی اما سختگیرانه واکنش نشان خواهد داد.»
طبق خاطرهای روزانه گوبلز، هیتلر در تاریخ ۱۰ نوامبر تصمیم گرفت دستورهای را که هرمان گورینگ دو روز بعد صادر خواهد کرد، بدهد: «فوهرر خواستار اقدامهای شدیدترین علیه یهودیان است. خودشان باید کسب و کارهایشان را درست کنند. شرکت های بیمه چیزی به آنها پرداخت نخواهند کرد.» گورینگ در ۱۲ نوامبر با دیگر اعضای رهبری نازی‌ها ملاقات کرد تا مراحل بعدی پس از شورش را برنامه‌ریزی کند و زمینه را برای اقدام رسمی دولت فراهم کند. در متن جلسه، گورینگ گفت:
«من نامه‌ای دریافت کرده‌ام که به دستور پیشوا نوشته شده و درخواست می‌کند که مسئله یهودیان اکنون، یک بار برای همیشه، هماهنگ و به یک طریقی حل شود... من نمی‌خواهم هیچ شکی باقی بگذارم، آقایان، در مورد هدف جلسه امروز. ما فقط برای صحبت دوباره اینجا جمع نشده‌ایم، بلکه برای تصمیم‌گیری آمده‌ایم، و من از نهادهای مسئول می‌خواهم که تمام اقدامات لازم برای حذف یهودیان از اقتصاد آلمان را انجام دهند و آنها را به من ارائه دهند.»

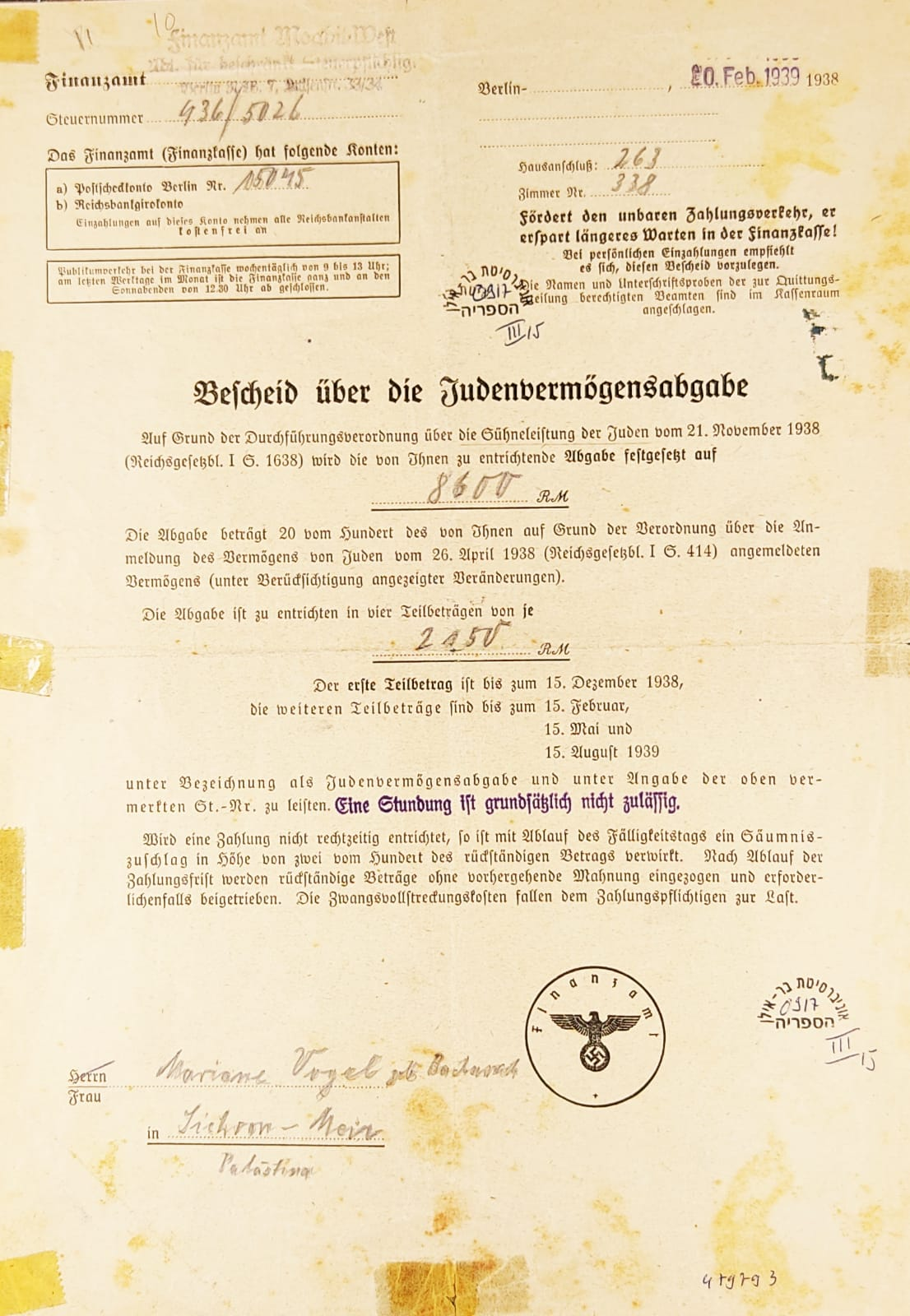
نامه تقاضا برای مشارکت در پرداخت هزینه های کریستالناخت.

آزار و اذیت و خسارها اقتصادی که به یهودیان آلمانی وارد شد پس از پوگروم ادامه یافت، حتی زمانی که محل‌های کسب و کار آنها غارت شد. آنها مجبور شدند یک جریمه جمعی یا «سهمیه کفاره» به مبلغ یک میلیارد رایش‌مارک برای قتل فوم رات (معادل میلیارد € یا ۷ میلیارد دلار آمریکا در سال ۲۰۲۰) را بپردازند که از طریق مصادره اجباری %۲۰ از تمام اموال یهودیان توسط دولت اعمال شد. شش میلیون رایش‌مارک از پرداخت‌های بیمه برای خسارها وارده به اموال جامعه یهودی به جای آن به دولت رایش به عنوان «خسارها به ملت آلمان» پرداخت شد. یهودیان مجبور شدند هزینه تمام خسارها وارده به محل‌های سکونت و کسب و کار خود را در اثر پوگروم بپردازند.
تعداد یهودیانی که مهاجرت کردند افزایش یافت، زیرا کسانی که توانستند کشور را ترک کردند. در ده ماه پس از کریستال‌ناخت، بیش از ۱۱۵,۰۰۰ یهودی از رایش مهاجرت کردند. اکثریت به کشورهای دیگر اروپایی، ایالات متحده یا فلسطین تحت قیمومیت بریتانیا رفتند، اگرچه حداقل ۱۴,۰۰۰ نفر به شانگهای، چین رسیدند. به عنوان بخشی از سیاست دولت، نازی‌ها خانه‌ها، مغازه‌ها و سایر اموال مهاجران را مصادره کردند. بسیاری از بقایای تخریب شده اموال یهودیان که در طول کریستال‌ناخت غارت شده بودند، در نزدیکی براندنبورگ ریخته شدند. در اکتبر ۲۰۰۸، این محل دفن توسط یارون سوارای، یک روزنامه‌نگار تحقیقی، کشف شد. این محل، به اندازه چهار زمین فوتبال، شامل مجموعه‌ای گسترده از اقلام شخصی و مراسمی بود که در طول شورش‌ها علیه اموال و مکان‌های عبادت یهودیان در شب ۹ نوامبر ۱۹۳۸ غارت شده بودند. از جمله اقلام یافت شده، بطری‌های شیشه‌ای با ستاره داوود حکاکی شده، مزوزاها، طاقچه‌های نقاشی شده و دسته‌های صندلی‌های یافت شده در کنیسه‌ها، علاوه بر یک صلیب شکسته تزئینی بودند.
علاوه بر این، پس از شب بلورین فرمانی صادر شد که مشارکت یهودیان در اقتصاد را از اول ژانویه ۱۹۳۹ ممنوع می کرد. یهودیان مجبور بودند کسب و کارها، زمین ها، موجودی کالاها، جواهرها و آثار هنری متعلق به خود را بفروشند. مجموعه ای از فرامین، ممنوعیت ها و محدودیت هایی را بر توانایی حرکت یهودیان تعیین کرد: ممنوعیت ورود به اماکن عمومی، ممنوعیت سفر با قطار و غیره. فرامینی صادر شد که مدارس یهودی را به طور کامل تعطیل می کرد. ورود به موسسها فرهنگی ممنوع شد و وجود مطبوعات یهودی در آلمان ممنوع گردید. در ۱۵ نوامبر، تمام کودکان یهودی که هنوز در مدارس آلمانی تحصیل می کردند، اخراج شدند. در ۱۹ نوامبر، یهودیان از سیستم رفاه عمومی حذف شدند. در ۳ دسامبر، گواهینامه های رانندگی یهودیان باطل شد. تمامی فرامینی که در جلسه ۱۲ نوامبر تصمیم گیری شد، در طول ماه های دسامبر ۱۹۳۸ اجرا شد و شرایط زندگی یهودیان آلمان را به شدت وخیم تر کرد.

## شب بلورین به عنوان یک نقطه عطف
شب بلورین ماهیت آزار و اذیت یهودیان توسط آلمان نازی را از طرد اقتصادی، سیاسی و اجتماعی به خشونت فیزیکی، از جمله ضرب و شتم، زندانی کردن و قتل تغییر داد؛ این رویداد اغلب به عنوان آغاز هولوکاست شناخته می‌شود. در این دیدگاه، نه تنها به عنوان یک پوگروم توصیف می‌شود، بلکه به عنوان یک مرحله بحرانی در یک فرآیند توصیف می‌شود که هر مرحله بذر مرحله بعدی را می‌کارد.
یک گزارش نقل می‌کند که چراغ سبز هیتلر برای شب بلورین با این باور بود که به او کمک می‌کند تا به آرزوی خود برای خلاص شدن از یهودیان در آلمان برسد. پیش از این خشونت سازمان‌یافته و گسترده علیه یهودیان، هدف اصلی نازی‌ها اخراج آنها از آلمان بود، در حالی که ثروتشان را پشت سر می‌گذاشتند. به گفته مورخ مکس رین در سال ۱۹۸۸ٖ، «کریستال‌ناخت آمد... و همه چیز تغییر کرد.»
در حالی که نوامبر ۱۹۳۸ٖ قبل از بیان آشکار «راه‌حل نهایی» بود، پیش‌بینی نسل‌کشی آینده را داشت. در حدود زمان شب بلورین، روزنامه SS داس شوارتزه کورپس خواستار «نابودی با شمشیر و آتش» شد. در کنفرانسی در روز بعد از پوگروم، هرمان گورینگ گفت: «مسئله یهودیان به راه‌حل خود خواهد رسید اگر به زودی وارد جنگی فراتر از مرزهای خود شویم—در آن صورت واضح است که باید با یهودیان حساب نهایی را انجام دهیم.» 
شب بلورین همچنین در تغییر افکار عمومی جهانی نقش داشت. به عنوان مثال، در ایالات متحده، این حادثه خاص بود که به نماد نازیسم تبدیل شد و ارتباط بین ناسیونال سوسیالیسم و شر را ایجاد کرد.

## همزمانی جالب
روز یادبود شب بلورین با فروپاشی دیوار برلین در ۱۹۸۹ هم‌زمان است. این هم‌زمانی توسط بسیاری یکی از سمبلیک‌ترین کش‌مکش‌های تاریخ معاصر آلمان است. از آنجا که هر دو رویداد در یک تاریخ رخ دادند، این تاریخ به عنوان یک روز تعطیل در نظر گرفته نشد و تاریخ دیگری برای بزرگداشت سقوط دیوار برلین انتخاب شد.

## مراجع
- Friedlander, Saul (1998). Nazi Germany and the Jews: Volume 1: The Years of Persecution 1933–1939. New York, NY: Perennial. pp 269-293.آنلاین
- دیم، جیمز ام. کریستال‌ناخت: ترور نازی که هولوکاست را آغاز کرد (2012) برای مدارس متوسطه. آنلاین
- مک‌کالو، کالین، و ناتان ویلسون، ویراستاران. خشونت، حافظه، و تاریخ: برداشت‌های غربی از کریستال‌ناخت (2014) آنلاین
- مارا، ویل. کریستال‌ناخت: آزار و اذیت نازی‌ها علیه یهودیان در اروپا (2009) برای مدارس متوسطه. آنلاین
- ولچ، سوزان. "نظر آمریکایی‌ها نسبت به یهودیان در دوران نازی: نتایج نظرسنجی نمونه‌ای در دهه‌های 1930 و 1940." فصلنامه علوم اجتماعی 95.3 (2014): 615-635. آنلاین
- گرهاردت، اوتا و توماس کارلوف، ویراستاران. شب شیشه‌های شکسته: روایت‌های شاهدان عینی از کریستال‌ناخت (2012) آنلاین

- لوویت، روت، ویراستار. پگروم نوامبر 1938: شهادت‌هایی از 'کریستال‌ناخت'  (2015) آنلاین